# Episodi di Fortitude (terza stagione)
La terza e ultima stagione della serie televisiva Fortitude, composta da quattro episodi, è stata trasmessa nel Regno Unito per la prima volta dall'emittente Sky Atlantic dal 6 al 27 dicembre 2018.
In Italia, la stagione è andata in onda in prima visione sul canale satellitare Sky Atlantic dal 12 dicembre al 2 gennaio 2019.
| nº | Titolo originale | Prima TV UK      | Prima TV Italia  |
| -- | ---------------- | ---------------- | ---------------- |
| 1  | Episode 1        | 6 dicembre 2018  | 12 dicembre 2018 |
| 2  | Episode 2        | 13 dicembre 2018 | 19 dicembre 2018 |
| 3  | Episode 3        | 20 dicembre 2018 | 26 dicembre 2018 |
| 4  | Episode 4        | 27 dicembre 2018 | 2 gennaio 2019   |